# Expedició 50
L'Expedició 50 va ser la 50a estada de llarga durada a l'Estació Espacial Internacional.
Robert S. Kimbrough, Andrei Borisenko i Sergey Ryzhikov van ser transferits de l'Expedició 49. L'expedició 50 va començar a partir de la sortida de la Soiuz MS-01 el 28 d'octubre de 2016 i es va concloure a partir de la sortida de la Soiuz MS-02 el 10 d'abril de 2017. La tripulació de la Soiuz MS-03 van ser transferits a l'Expedició 51.
Després del llançament de la Soiuz MS-03, Peggy Whitson, a l'edat de 56 anys, es va convertir en la dona més vella que va volar a l'espai. En prendre el comandament de l'Expedició 51 el 10 d'abril de 2017, també es va convertir en la primera dona a comandar dues expedicions de l'EEI (després de l'Expedició 16 el 2007–2008). La Soiuz MS-03 va atracar a l'Estació Espacial Internacional el 19 de novembre de 2016, que va pujar el nombre total de persones a l'estació a 6.

## Tripulació
| Posició            | Primera Part (Octubre a novembre de 2016)    | Segona Part (Novembre de 2016 a abril de 2017) |
| ------------------ | -------------------------------------------- | ---------------------------------------------- |
| Comandant          | Robert S. Kimbrough, NASA Segon vol espacial | Robert S. Kimbrough, NASA Segon vol espacial   |
| Enginyer del vol 1 | Sergey Ryzhikov, RSA Primer vol espacial     | Sergey Ryzhikov, RSA Primer vol espacial       |
| Enginyer del vol 2 | Andrei Borisenko, RSA Segon vol espacial     | Andrei Borisenko, RSA Segon vol espacial       |
| Enginyer del vol 3 |                                              | Peggy Whitson, NASA Tercer vol espacial        |
| Enginyer del vol 4 |                                              | Oleg Novitskiy, RSA Segon vol espacial         |
| Enginyer del vol 5 |                                              | Thomas Pesquet, ESA Primer vol espacial        |